# Nerwik
Nerwik (deutsch Nerwigk) ist ein kleines Dorf in der südlichen Woiwodschaft Ermland-Masuren. Es gehört zur Gmina Purda (Landgemeinde Groß Purden) im Powiat Olsztyński (Kreis Allenstein) in Polen.

## Lage
Die Dörfer Gąsiorowo (Gonschorowen, 1938 bis 1945 Lichtenstein), Giławy (Gillau), Groszkowo (Graskau), Nerwik und Zaborowo (Saborowen, 1938 bis 1945 Heideberg) liegen im Sołectwo Giławy. Östlich des Dorfes liegt der Artungsee (Jezioro Ardung).
Das Dorf liegt im Westen der Masurischen Seenplatte, die zum Baltischen Höhenrücken gehört. Die Landschaft wurde durch den Eisschild gestaltet und ist eine postglaziale, hügelige, bewaldete Grundmoräne mit zahlreichen Rinnenseen und Flüssen. Charakteristisch für die Gegend sind zahlreiche Seen, Sümpfe, Teiche sowie Nadel- und Mischwälder, die 53 % des Gemeindegebiets Purda bedecken.

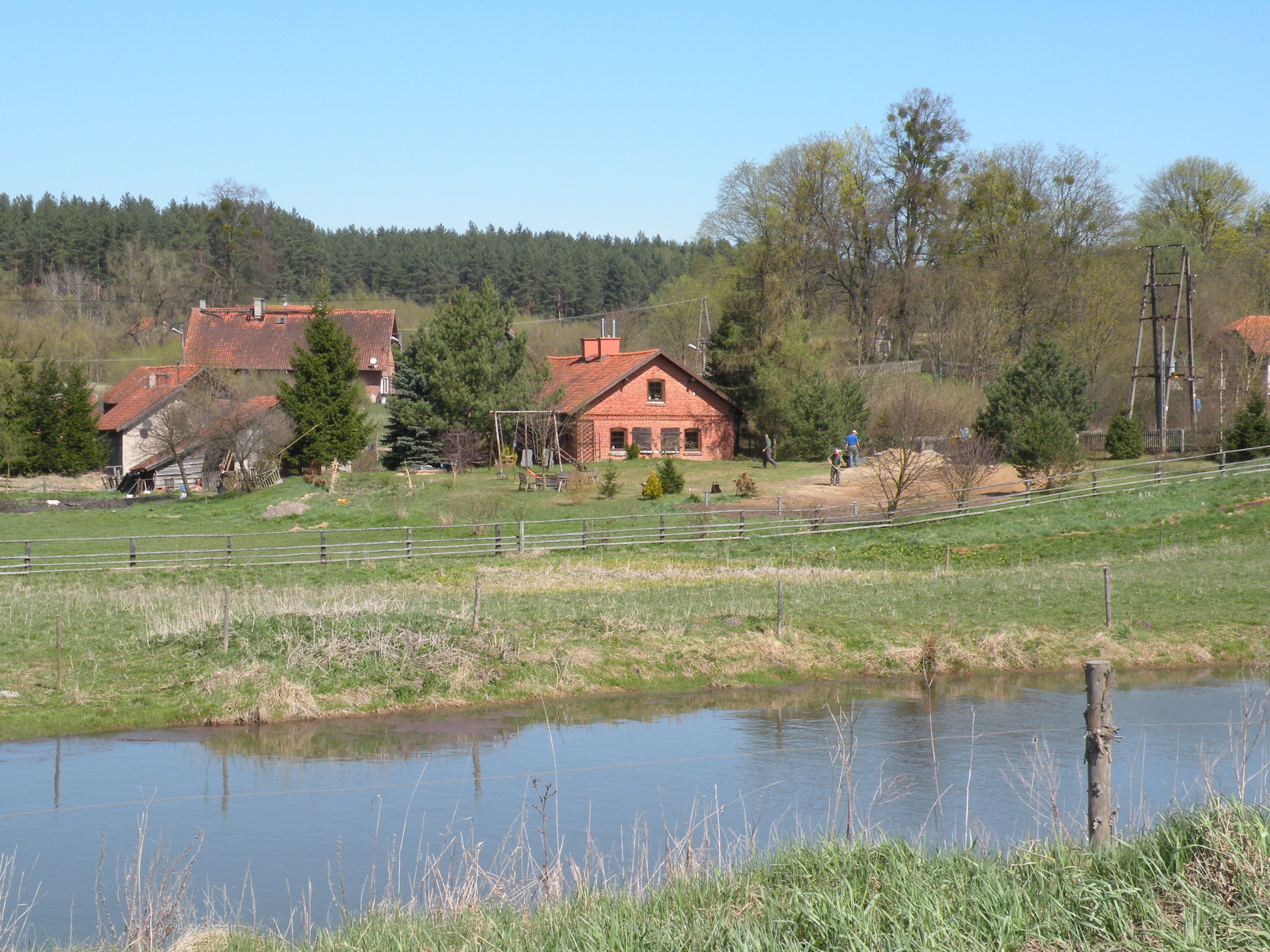
Blick auf Nerwik

## Geschichte

### Ortsgeschichte
Ursprünglich war diese preußische Landschaft (Gau Barten) von den heidnischen Prußen besiedelt. Nach der Zwangschristianisierung durch den Deutschritterorden war das Bistum Ermland seit 1243 ein Teil des Deutschordenslandes. Am 2. Februar 1392 verlieh der Bischof Ermlands Heinrich III. Sorbom die Handfeste nach der Agrarverfassung des Deutschordensstaates dem Altprußen Nerweken  für ein Dienstgut von zwölf Hufen am See Nerdingyn mit neun zinsfreien Jahren und zwei Ritterdiensten.
Nach dem Zweiten Frieden von Thorn im Jahr 1466 wurde Ermland als autonomes Fürstbistum Ermland der Krone Polens unterstellt.
Am 18. Oktober 1529 erneute der Bischof Ermlands Mauritius Ferber den Lokationsvertrag und am 4. November 1567 hat Kardinal Hosius das Gründungsprivileg für eine Wassermühle mit zwei Waldhufen ausgestellt. Mit der ersten Teilung Polens im Jahr 1772 wurde Ermland ein Teil des Königreichs Preußen.

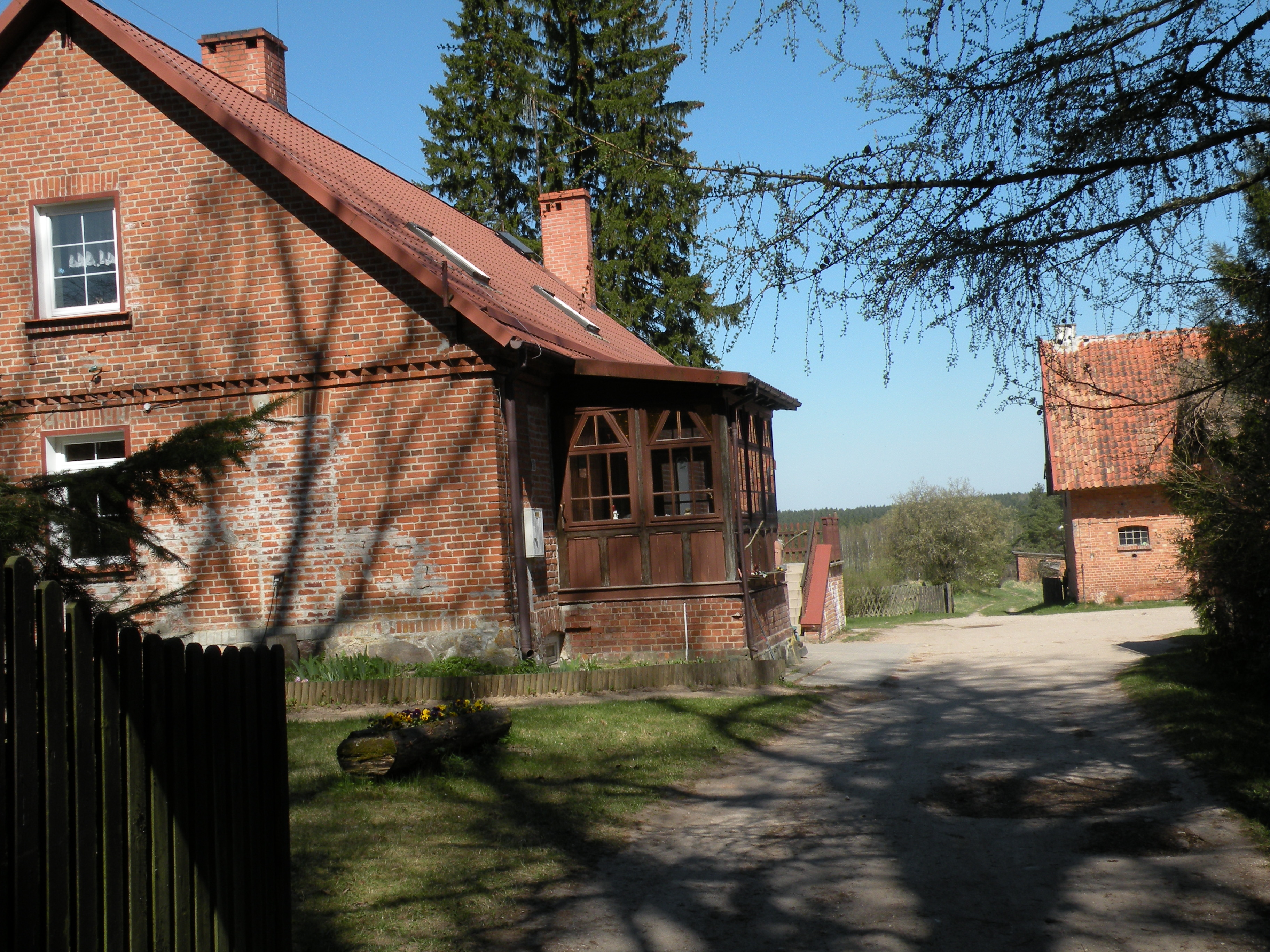
Alte Försterei Nerwigk

Im Mai 1874 wurde der Amtsbezirk Preylowen (nach der Eindeutschung der Ortsnamen – von 1938 bis 1945 Preiwils) mit der Landgemeinde Nerwigk gebildet.  Der Landgemeinde Nerwigk gehörte das Gut Ernsthof mit Vorwerk, und seit November 1920 der Wohnplatz Grabowo (nach der Eindeutschung der Ortsnamen – von 1938 bis 1945 Buchental) an. Das Forsthaus Nerwigk gehörte zum Amtsbezirk Groß Bartelsdorf.
In den Jahren 1927–1945 war der Nerwigker Dorfschulze August Barwinski zum Amtsvorsteher des Amtsbezirks Preylowen / Preiwils bestellt.
Bei der Volksabstimmung am 11. Juli 1920 wurden 100 Stimmen für Ostpreußen und 20 für Polen abgegeben – im Forsthaus Nerwigk wurden 20 Stimmen für Ostpreußen und keine für Polen abgegeben.
Die größten Bauernhöfe in den Jahren 1930–1932 waren:
1. Johann Kuhn (Gutshof Ernsthof mit Fernsprecher)  134 ha
2. August Barwinski (Amts- und Gemeindevorsteher) 74 ha
3. Auguste Getta 61 ha
4. Franz Langwald 46 ha
5. Andreas Koitka (in Grabowo) 30 ha

Nerwigk wurde um den 25. Januar 1945 von der Roten Armee eingenommen und der sowjetischen Kommandantur unterstellt. Aus Grabowo sind drei Einwohner von der NKWD in die Sowjetunion verschleppt worden. Seit Frühjahr 1945 ist das Dorf als Nerwik in der Republik Polen.
Das Dorf wurde im Herbst 1961 an die Stromversorgung angeschlossen. Grabowo, dass bereits im Jahr 1656 in den Prästationstabellen vorkam, wurde von den Einwohnern verlassen und ist seit dem Jahr 1971 eine Dorfwüstung.

### Einwohnerentwicklung
- 1785: 009 Feuerstellen

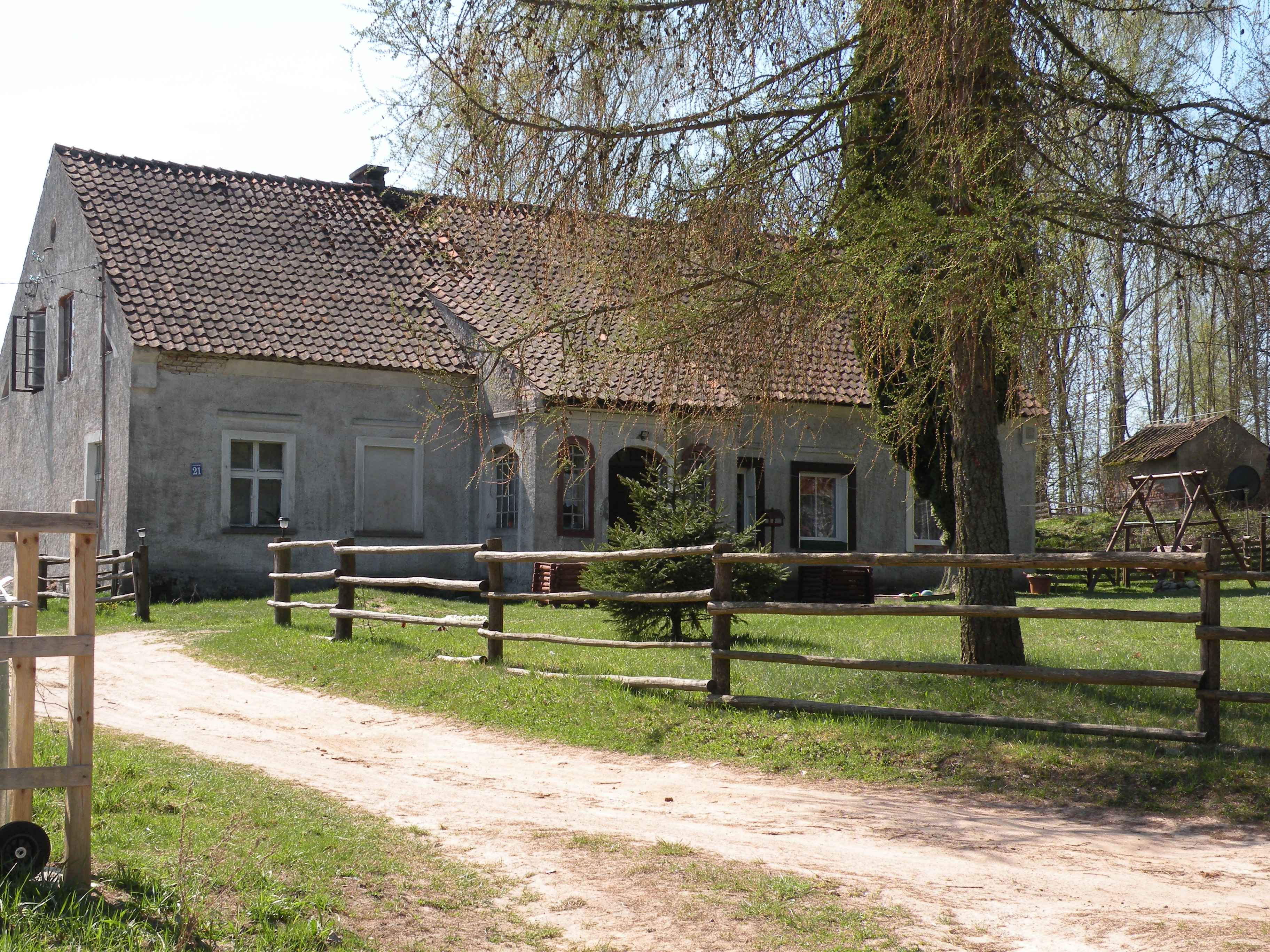
Anwesen in Nerwik

- 1817: 012 Feuerstellen und 63 Seelen
- 1852: 147 Seelen
- 1857: 156 Einwohner
- 1861: 149
- 1905: 183
- 1910: 159
- 1928: 220
- 1931: 208
- 1933: 242
- 1939: 226
- 1997: 025
- 2011: 056

## Religion

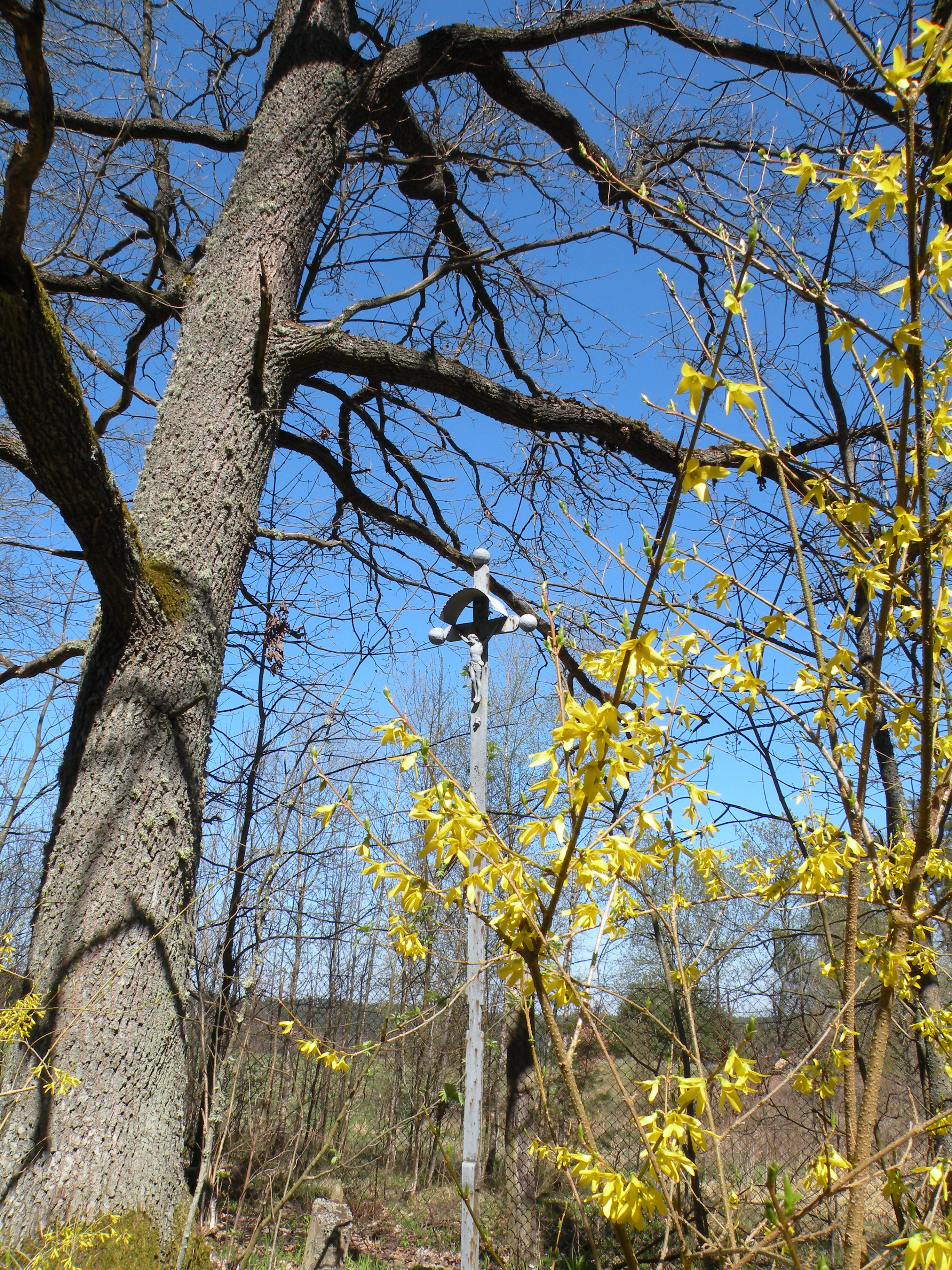
Wegekreuz in Nerwik

Die heidnischen Preußen verehrten die baltischen und litauischen Gottheiten.
Nach der Zwangschristianisierung durch den Deutschen Orden war das Bistum Ermland ab dem Jahr 1243 ein Teil des Deutschordenslandes. Mit der Gründung im Jahr 1364 des Kirchspiels Wartenburg i. Ostpr. gehörte Nerwigk bis 1871 zur römisch-katholischen Pfarrei mit der St. Anna-Kirche. Von 1871 bis 1898 lag Nerwigk im Kirchspiel Groß Bartelsdorf. Im Jahr 1898 wurde Nerwigk in das Kirchspiel Gillau eingepfarrt – bis heute.
Die Einwohner evangelischer Konfession besuchten die Kirche in Passenheim (Pasym) und nach 1836 die Kirche Wartenburg in der Kirchenprovinz Ostpreußen der Kirche der Altpreußischen Union. Heute gehört Nerwik evangelischerseits zur Christus-Erlöser-Kirche Olsztyn (Allenstein) in der Diözese Masuren der Evangelisch-Augsburgischen Kirche in Polen.

## Persönlichkeiten
- Bruno von Openkowski (1887–1952), deutsch-polnischer Jurist und Publizist
- Irmgard Behrendt (1924–2020), lebte in Nerwigk und beschrieb es in ihrer Autobiografie